# Liebigstraße 14 (Berlin)

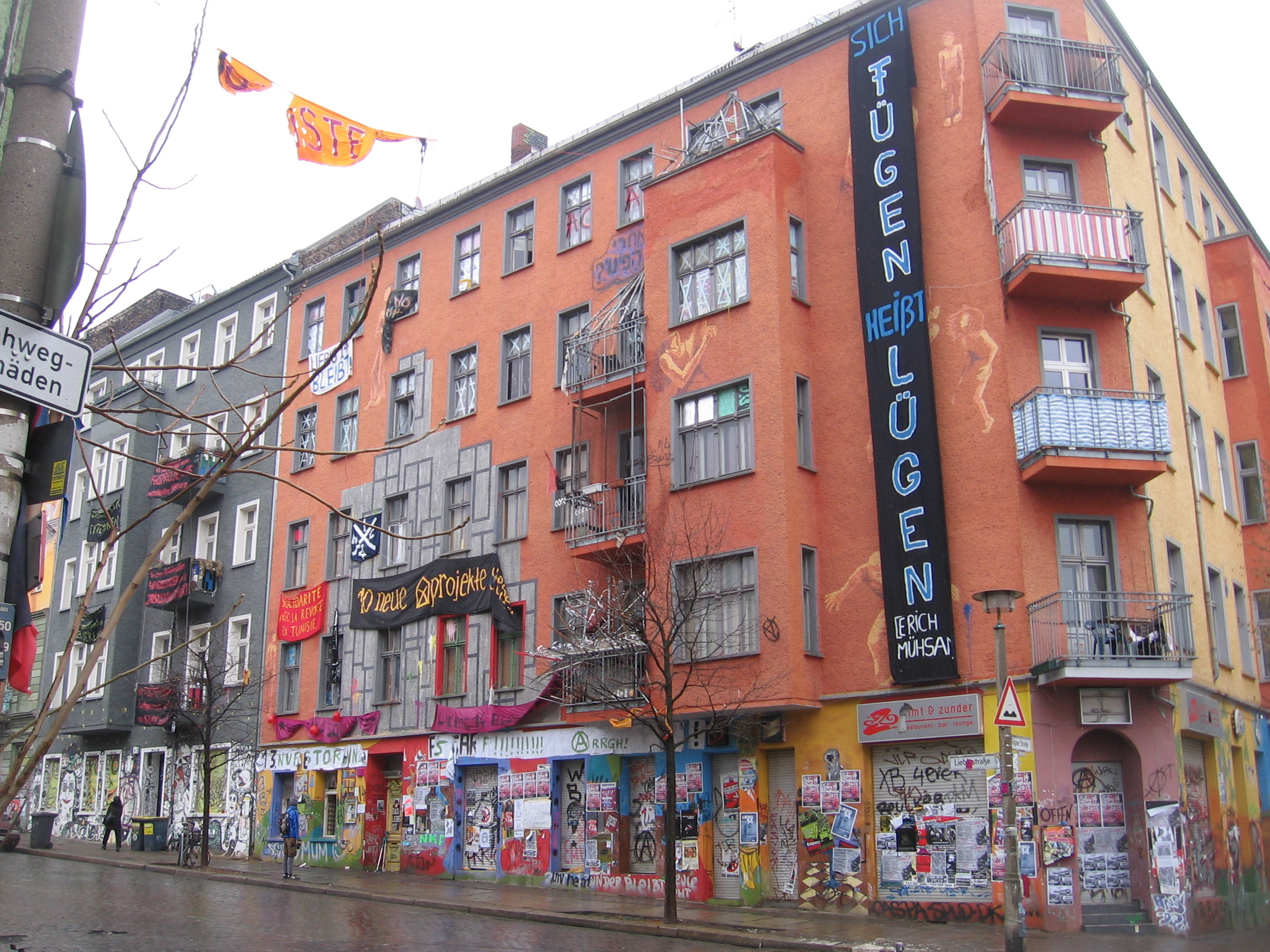
Fassade der Liebigstraße 14 am Tag nach der Räumung

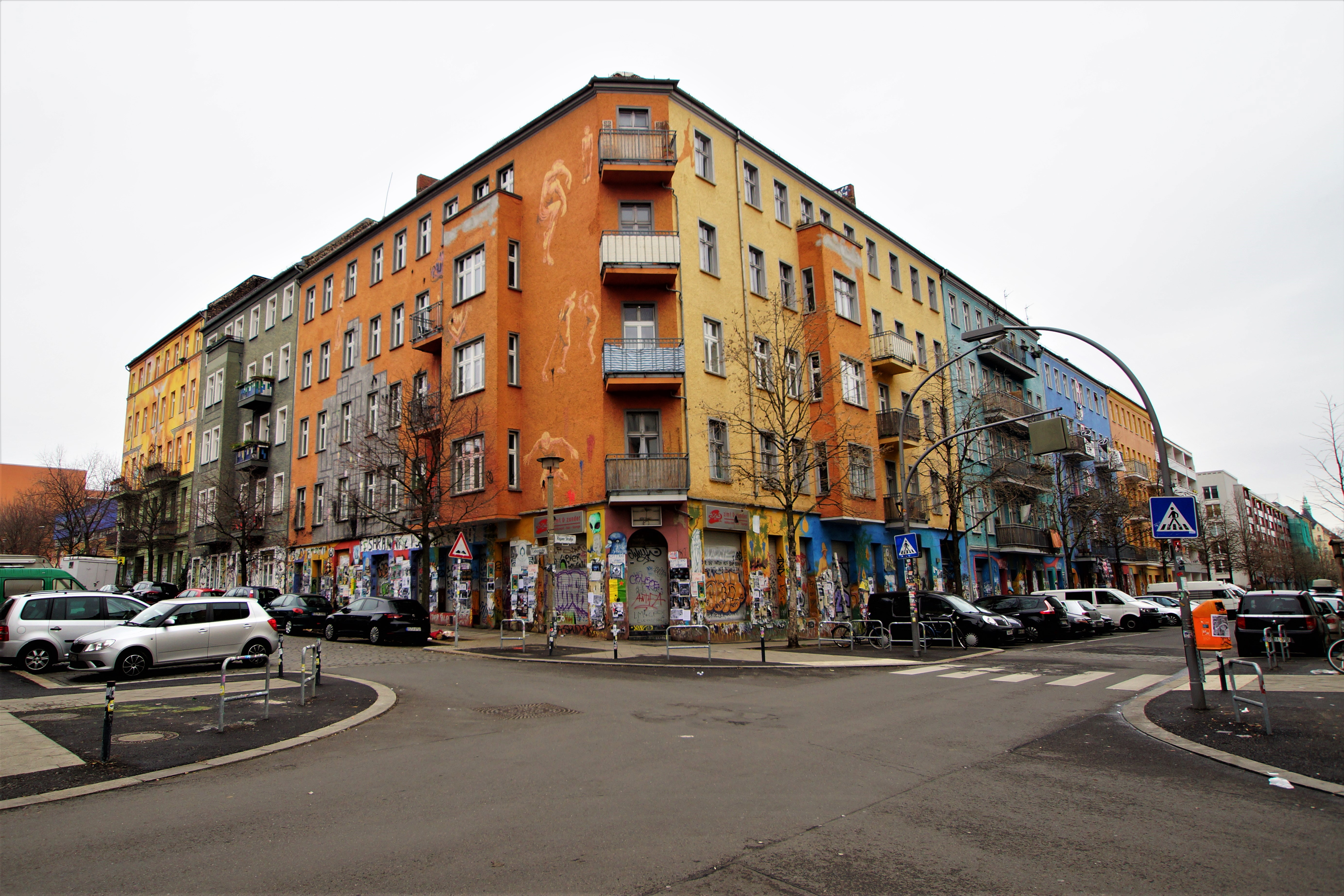
Liebigstraße 14 (2018)

Im Haus an der Liebigstraße 14 im sogenannten Nordkiez des Berliner Ortsteils Friedrichshain befand sich ein aus einer Hausbesetzung entstandenes Wohnprojekt, dessen Räumung im Februar 2011 von gewalttätigen Ausschreitungen und öffentlicher Aufmerksamkeit begleitet wurde.

## Geschichte

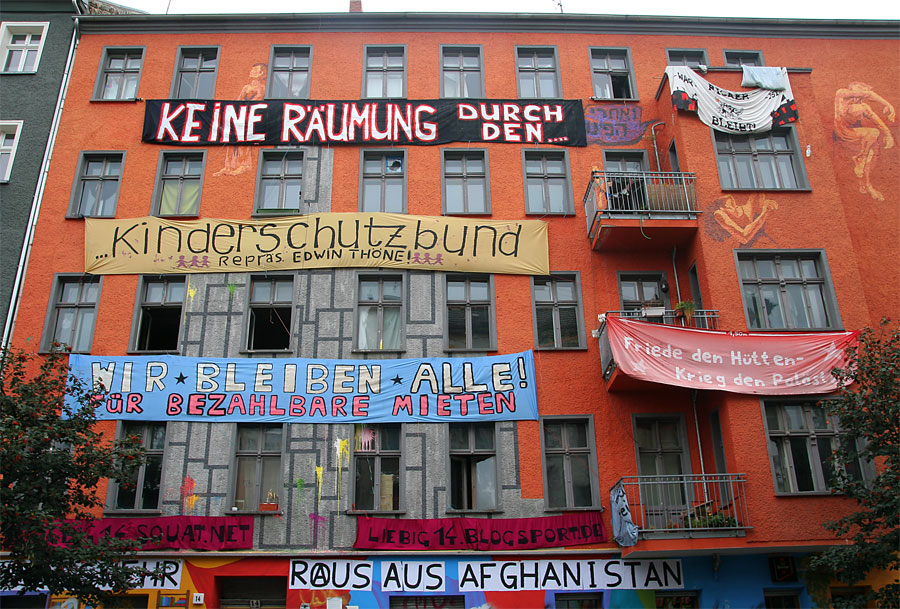
Fassade der Liebigstraße 14 mit Transparenten, 2009

Anfang 1990 wurde das damals leerstehende Gebäude in der Liebigstraße 14, wie auch die Liebigstraße 15, Liebigstraße 16, Liebigstraße 34 und viele andere Häuser in der Umgebung besetzt. Nach der Räumung der Mainzer Straße im November 1990 begannen die Besetzer Verhandlungen mit dem Eigentümer des Hauses, der kommunalen Wohnungsbaugenossenschaft Friedrichshain (WBF) und der Stadt Berlin, über eine Legalisierung der Wohnsituation. Dadurch wurden 1992 reguläre Mietverträge über neun Wohneinheiten des Hauses abgeschlossen und mit der Sanierung des Hauses begonnen. 1994 wurden die Bewohner während der laufenden Bauarbeiten erstmals zur Zahlung von Miete aufgefordert. Im Januar 1996 begann die Mietzahlungspflicht.
1999 wurde das Haus, zusammen mit anderen Projekten (Rigaer Straße 94, 95 und 96) in Friedrichshain, von zwei Gesellschaftern der Lila GbR erworben und die Errichtung eines Öko-Wohnblocks angekündigt.
Am 15. März 2007 erfolgte die fristlose Kündigung der bestehenden Mietverträge, am 19. Dezember 2007 wurde eine erneute Kündigung mit einer Räumungsfrist von drei Tagen ausgesprochen. Es kam anschließend zu Klagen vor dem Berliner Landgericht, am 13. November 2009 wurde die Kündigung aufgrund von unzulässigen Mietminderungen und unerlaubten baulichen Veränderungen für rechtens erklärt. Zu diesem Zeitpunkt lebten offiziell 28 Personen in der Liebigstraße 14.
Ebenfalls im November 2009 geriet das Projekt in die Schlagzeilen, als ein Bewohner wegen des Verdachts verhaftet wurde, für zwei Brandstiftungen auf Autos in Friedrichshain verantwortlich zu sein und die Liebigstraße 14 daraufhin von 140 Polizisten durchsucht wurde. Als Folge kam es zu Protesten und mehrfach zu Sachbeschädigungen an Berliner SPD-Zentralen.
Ein Widerspruch gegen die Zwangsräumung des Hauses wurde zuletzt vom Amtsgericht Kreuzberg-Tempelhof abgewiesen. Am 2. Februar 2011 um 8 Uhr begann die Räumung. Dabei waren im Umfeld bis zu 2500 Polizeibeamte im Einsatz.

## Reaktionen auf die Räumung

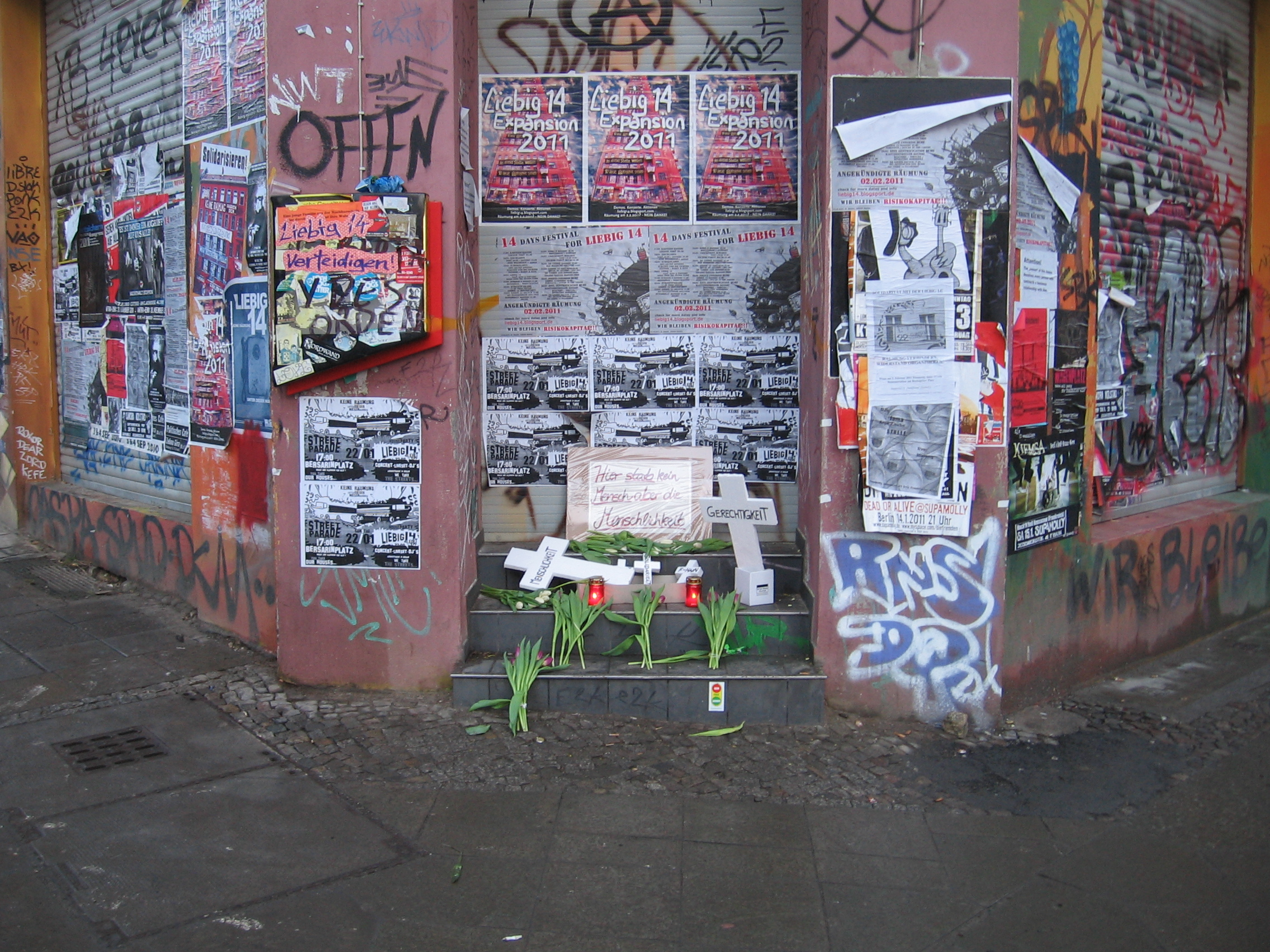
Kerzen, Blumen, Kreuze erinnern an das Hausprojekt und seine Räumung

Bereits kurz nach der Verkündung des endgültigen Termins der Räumung – dem 2. Februar 2011 – kam es zu einer Vielzahl von Demonstrationen, Solidaritätsbekundungen und anderen Protestaktionen. So war es beispielsweise am 29. Januar in Berlin bei Protesten gegen die Räumung zu gewaltsamen Ausschreitungen gekommen, bei denen 40 Polizeibeamte verletzt wurden. Am Tag der Räumung war das Gebiet um das Wohnprojekt weiträumig abgeriegelt. Kleinere Demonstrationen fanden im gesamten Ortsteil Friedrichshain statt, viele von ihnen spontan. Am Abend zogen etwa 1500 bis 2000 Personen vom Boxhagener Platz durch den Friedrichshainer Südkiez, bei Ausschreitungen gingen zahlreiche Fensterscheiben, Werbetafeln und Ampeln zu Bruch. Insgesamt wurden während der Räumung 61 Polizeibeamte verletzt, 82 Demonstranten wurden vorläufig festgenommen und 22 Festgenommene dem Haftrichter vorgeführt. Die Kosten des Polizeieinsatzes wurden auf über eine Million Euro beziffert.
Weitere Demonstrationen fanden am 2. Februar in Kopenhagen, Osnabrück, Hamburg, Gießen, Saarbrücken, Bremen, Jena, Bielefeld, Dortmund, Rostock, Düsseldorf und Dresden statt. Solidaritätsaktionen fanden unter anderem in zahlreichen deutschen Städten sowie in London, Edinburgh, Oslo, Vilnius, Chișinău und Sapporo statt.
Der grüne Bezirksbürgermeister von Friedrichshain-Kreuzberg, Franz Schulz, äußerte sein Bedauern über das Ende des Wohnprojekts als alternative Wohnform und befürchtete einen Dominoeffekt, der weitere ähnliche Projekte gefährden könne. Die CDU forderte daraufhin Schulz’ Rücktritt. Halina Wawzyniak, Vorsitzende der Linken im Bezirk äußerte Trauer und Enttäuschung über die Räumung und das Scheitern einer Verhandlungslösung.
Die Spitzenkandidatin der Grünen für die Wahlen zum Berliner Abgeordnetenhaus Renate Künast verteidigte die Räumung. Nach Ansicht von Bewohnern sowie ihres Anwalts, Max Althoff, war die polizeiliche Räumung des Gebäudes hingegen rechtswidrig. So habe die Polizei nicht festgestellt, ob die im Gebäude anwesenden Personen tatsächlich in den Räumungstiteln genannt wären. Des Weiteren habe man Althoff ein Gespräch mit dem Gerichtsvollzieher verweigert. Ähnliche Vorwürfe gegen Berliner Behörden gab es bereits bei früheren Räumungen. Auf Antrag der CDU-Fraktion diskutierte am 9. Februar 2011 der Bundestag in einer Aktuellen Stunde über die Räumung und die Krawalle zwischen Polizei und Demonstranten.

## Nach der Räumung
In der Nacht auf den 21. Februar 2011 wurde von Unbekannten ein Brandanschlag auf das geräumte Haus verübt. Im Mai 2011 deckten Unbekannte nachts das Dach des Nachbarhauses, das ebenfalls im Besitz der Lila GbR ist, auf 15 m² ab und sägten Dachbalken an. Dabei entstand ein Schaden an einer Heizungsleitung, der zu Wasserschäden in dem Haus führte. „Liebig 14“ avancierte in der linken Szene zum Symbol des Widerstands gegen steigende Mieten. 
Nach der Räumung begann der Eigentümer mit der Sanierung und Neuvermietung. Mehrfach wurden Autos der Bauunternehmen angezündet, Einrichtungen der Baustelle vandaliert und neu eingesetzte Fenster eingeworfen. Die ersten neuen Mieter zogen ein und wieder aus, weil sie den „Terror der Häuserkämpfer“ nicht ertrugen. Hausbewohner wurden mit Unrat in Form von Müll und Kot belästigt, vor dem Haus parkende Autos und Motorroller wurden teilweise beschädigt und zerstört. Ausgehend von einer linken Demonstration im Stadtteil Neukölln kam es in der Nacht zum 29. Januar 2012 um das Haus in der Liebigstraße 14 erneut zu schweren Krawallen. Dabei gingen unter anderem die Fenster von mehreren Banken zu Bruch. Rund 160 Polizeibeamte waren im Einsatz. 73 Festnahmen und 48 verletzte Polizisten waren die Bilanz. In einem Fall nahmen die Behörden Ermittlungen wegen versuchtem Totschlag auf, nachdem ein Polizist mit einer Eisenstange in Richtung des Kopfes attackiert worden war.
Zum ersten Jahrestag der Räumung hielten ehemalige Bewohner des Hauses und Unterstützter aus der linken Szene eine friedliche Mahnwache vor dem Gebäude ab. Bei Protestdemonstrationen am 4. Februar 2012, an der 1000 Menschen teilnahmen, blieb es weitgehend friedlich. Am zweiten Jahrestag versammelten sich rund 100 Demonstranten in der Liebigstraße. Die Kundgebung verlief friedlich, allerdings sind Anwohner nach Einschätzungen des Berliner Verfassungsschutzes weiterhin „ständigen, geradezu tyrannisierenden Angriffen auf ihr Wohnumfeld ausgesetzt“. Im Juli 2020 berichtete der Sender RBB von regelrechten Belagerungszuständen und Gewalt durch Autonome auf benachbarte Anwohner. Die grüne Bezirks-Bürgermeisterin und ihr Stellvertreter der Linken gaben dem Sender kein Statement zur Situation ab.

### Gerichtsverfahren
Gegen sechs Personen, die von zwei Polizistinnen in Zivil als mutmaßliche Straftäter identifiziert worden waren, wurden nach der Räumung 2011 Strafverfahren wegen Landfriedensbruchs eingeleitet. Im Juni 2014 wurden alle Angeklagten freigesprochen, da erhebliche Zweifel an den Aussagen der Polizistinnen bestanden. So hatten beide unter anderem bekannte linke Demorufe auf die exakt gleiche Art falsch wiedergegeben und später Teilaussagen zu ihren Erinnerungen widerrufen, nachdem sich diese als unzutreffend herausgestellt hatten.